# 中枢神经系统感染
发生于中枢神经系统的感染，主要依据病原体进行分类：

## 病毒性
- 病毒性脑膜炎：病毒感染导致的软脑脊膜炎症。
- 病毒性脑炎：病毒感染导致的脑实质炎症。
- 病毒性脑膜脑炎：病毒感染导致的脑膜和脑实质炎症。实际上病毒性脑炎常常伴随一定程度的脑膜炎症。
- 病毒性脑脊髓炎：病毒感染导致的脑实质和脊髓炎症。
- 病毒性脑脊髓脊神经根炎：病毒感染导致的脑实质、脊髓和脊神经根炎症。